# 斯彭塔·阿爾邁蒂
斯彭塔·阿爾邁蒂（阿維斯陀語：Spənta Ārmaiti），中古波斯語稱斯彭達爾馬特（Spendarmat），波斯語稱賽潘達爾馬茲（Sepandārmadh）或埃斯梵達爾馬茲（Esfandārmadh）。意為「虔敬」，是阿梅沙·斯彭塔之一，代表了阿胡拉·馬茲達的謙恭和慈愛。後被奉為土地女神。常被描繪為手持麝香玫瑰的美女，一說斯彭塔·阿爾邁蒂源於原始的地母神。
在瑣羅亞斯德曆中，斯彭塔·阿爾邁蒂是第十二月和每月第五日的庇護神。